# Diederik Foubert
Diederik Foubert (Berchem, 12 juli 1961) is een Belgisch voormalig professioneel wielrenner. Hij reed voor Safir.

## Belangrijkste overwinningen

### Baan
| Jaar     | BK                                                                             | EK       | WK       | Overige                                     |
| Junioren | Junioren                                                                       | Junioren | Junioren | Junioren                                    |
| -------- | ------------------------------------------------------------------------------ | -------- | -------- | ------------------------------------------- |
| 1978     | Ploegenachtervolging                                                           |          |          |                                             |
| 1979     | Ploegenachtervolging · puntenkoers                                             |          |          |                                             |
| 1980     | ploegkoers                                                                     |          |          |                                             |
| Amateurs |                                                                                |          |          |                                             |
| 1980     | 1km                                                                            |          |          | Olympische Spelen: 10e ploegenachtervolging |
| 1981     | Omnium · 1km · puntenkoers · ploegenachtervolging · Sprint · ploegkoers        |          |          |                                             |
| 1982     | Omnium · ploegkoers · puntenkoers · 1km · achtervolging · ploegenachtervolging |          |          |                                             |
| 1983     | 1km · puntenkoers · ploegenachtervolging                                       |          |          |                                             |
| 1984     |                                                                                |          |          |                                             |
| 1985     |                                                                                |          |          |                                             |
| 1986     |                                                                                |          |          |                                             |
| 1987     | ploegkoers                                                                     |          |          |                                             |

### Weg
1982
- Zesdaagse van Nouméa (samen met Daniel Gisiger)

1983
- Circuit du Hainaut
- 1e etappe Ronde van Luik

1985
- Nokere Koerse

1986
- 6e etappe Ronde van Luik

## Resultaten in voornaamste wedstrijden
| Jaar | Ronde van Italië | Ronde van Frankrijk | Ronde van Spanje |
| ---- | ---------------- | ------------------- | ---------------- |
| 1985 |                  |                     | 85e              |